# The Wings of a Moth
The Wings of a Moth è un cortometraggio muto del 1913 diretto da Laurence Trimble.

## Produzione
Il film fu prodotto dalla Vitagraph Company of America.

## Distribuzione
Distribuito dalla General Film Company, il film - un cortometraggio in una bobina - uscì nelle sale cinematografiche statunitensi il 7 gennaio 1913 e nel Regno Unito il 19 aprile dello stesso anno. Ebbe una nuova distribuzione il 4 febbraio 1918.